# The Three Pigeons (Richmond)

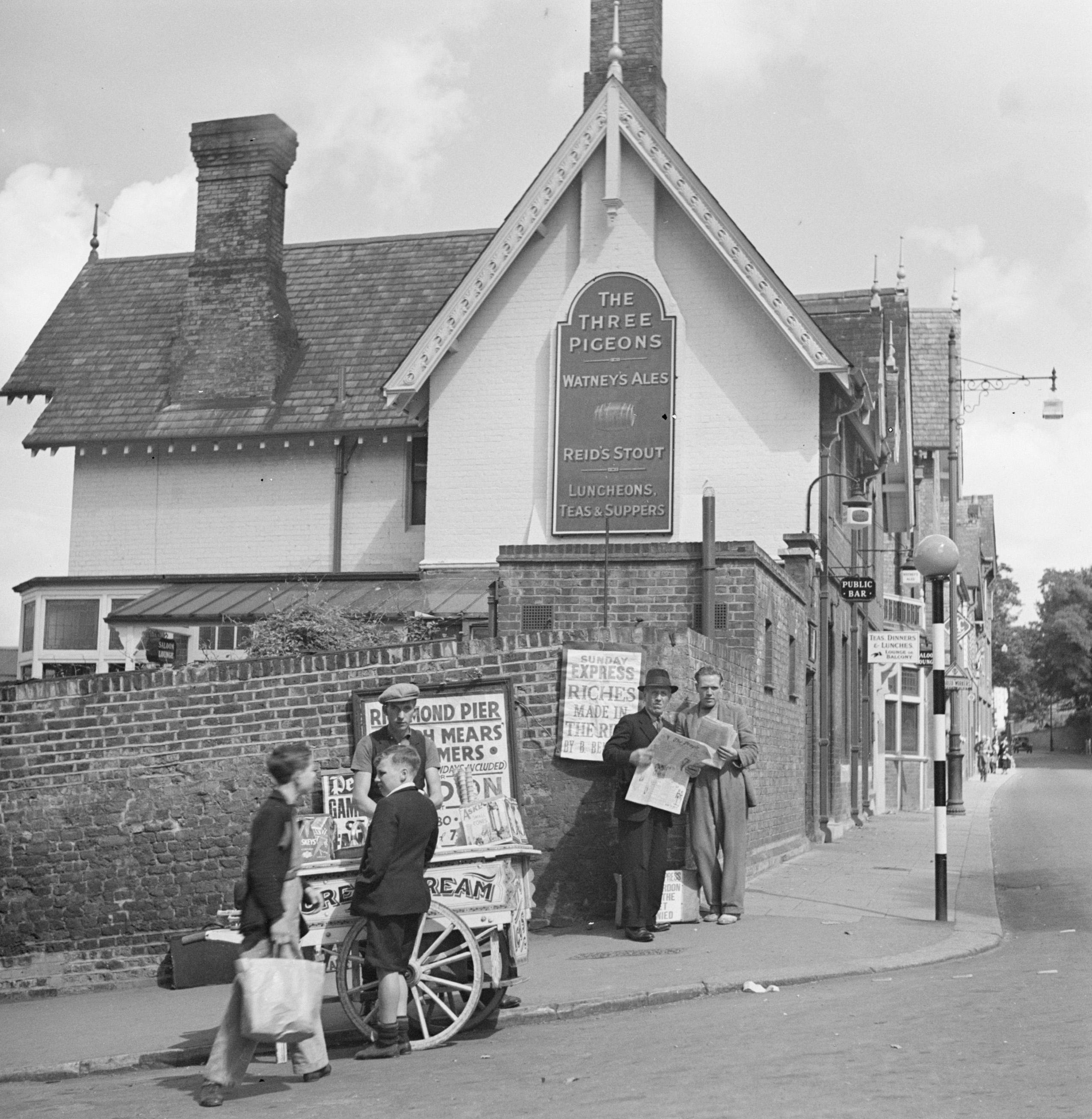
The Three Pigeons im Jahr 1947, aufgenommen von Willem van de Poll

The Three Pigeons war ein Pub und zumindest zeitweise auch ein Hotel mit der Adresse 87 Petersham Road im Londoner Stadtteil Richmond in Richmond upon Thames.

## Geschichte
Ein Wirtshaus namens The Three Pigeons Inn in Richmond ist bereits seit 1715 belegt. Dieser Bierausschank befand sich aber nicht an derselben Stelle wie das spätere The Three Pigeons, sondern an der Lower Road nach Petersham. Zu den regelmäßigen Besuchern zählte unter anderem William Wordsworth. The Three Pigeons gehörte im frühen 19. Jahrhundert zu den Gasthäusern in und um London, die mit Einrichtungen zur Wiederbelebung von Personen ausgestattet waren, die in den Fluss gefallen und nur noch scheintot gerettet worden waren. In Lincoln Fortescues Roman The Life and Adventures of Jack Sheppard wird das Three Pigeons als Zufluchtsstätte des berühmten Ein- und Ausbrechers Jack Sheppard (1702–1724) genannt.
Der Duke of Buccleuch sorgte dafür, dass ein neues Pub auf einem Ufergrundstück in der Nähe einer Schiffsanlegestelle und einer Slipanlage gebaut wurde. Dieses neue The Three Pigeons wurde 1870 nach Plänen von John Macvicar Anderson errichtet und bis in die 1980er Jahre als Pub genutzt. Später beherbergte das Gebäude ein indisches Restaurant. In den 1990er Jahren wurde es durch einen Brand schwer beschädigt, stand danach leer, wurde von den Besitzern schließlich nicht mehr zureichend vor Regen und anderen verderblichen Einflüssen geschützt und begann zu verfallen. Im Sommer 2003 wurde ein Umbau genehmigt. Das Gebäude sollte einen neuen Wintergarten zur Themse hin bekommen, im Erdgeschoss ein Restaurant, darüber eine Bar und in den oberen Stockwerken fünf Wohnungen enthalten. Zudem wurde dem Abriss des benachbarten edwardianischen Hauses mit der Nummer 85 zugestimmt, das weiteren fünf Wohnungen weichen sollte. Die Hauser mit den Nummern 83 und 81 sollten aufgestockt werden. 
Anwohner befürchteten bald, dass das ursprüngliche Bild des ehemaligen Pubs nicht gewahrt werden würde, zumal sich die baulichen Schäden als umfangreicher erwiesen als zunächst angenommen und das gesamte Dach samt den Kaminen abgetragen werden musste. Im Jahr 2009 war der Wiederaufbau zwar vollzogen, es stand aber entgegen den vorherigen Abmachungen weder ein Pub noch ein Restaurant in dem Gebäude zur Verfügung. Auch war keine funktionsfähige Slipanlage mehr vorhanden.
Schon eine Fotografie aus dem Jahr 1947 von Willem van de Poll zeigt einen mobilen Eiscremestand in unmittelbarer Nähe des The Three Pigeons. Später nutzte ein Eisverkäufer mit einem motorisierten Eiswagen diesen Platz fast 27 Jahre lang, ehe ihm der Eisverkauf dort untersagt wurde. Er hatte nie eine Lizenz dafür besessen.